# DreamHack Winter 2013
DreamHack Winter 2013 (2013 DreamHack SteelSeries Counter Strike: Global Offensive Championship) – pierwszy międzynarodowy turniej rangi mistrzowskiej w Counter-Strike: Global Offensive, nazywany inaczej majorem, sponsorowany przez wydawcę gry, Valve Corporation. 
W turnieju przewidziano pulę nagród w wysokości 250 000 dolarów. Rozgrywki na platformie Twitch oraz za pośrednictwem klienta gry oglądało łącznie 145 000 widzów. Pierwszym w historii mistrzem majora w CS:GO została drużyna Fnatic, a jej reprezentant Jesper "JW" Wecksell został uznany najlepszym zawodnikiem turnieju.

## Drużyny
W turnieju brało udział szesnaście drużyn, spośród których sześć zespołów było zaproszonych, a pozostałe dziesięć musiało się zakwalifikować poprzez takie turnieje jak: Dreamhack Summer 2013, EMS One Fall 2013, a także kwalifikacje online oraz BYOC.
| Drużyny zaproszone - Astana Dragons - Clan-Mystik - compLexity Gaming - Fnatic - iBUYPOWER - VeryGames | Drużyny zakwalifikowane - Copenhagen Wolves - LGB eSports - Natus Vincere - Ninjas in Pyjamas - n!faculty - Reason Gaming - Recursive eSports - SK Gaming - Universal Soldiers - Xapso |

## Format rozgrywek
Drużyny zostały podzielone na cztery grupy po cztery zespoły w każdej. Mecze w fazie grupowej rozgrywano na zasadach BO1 w formacie GSL, czyli drużyna rozstawiona jako najlepsza grała mecz z najgorszą, a drugi mecz toczył się między zespołami z miejsc 2 i 3. W następnej kolejce zwycięzcy rozgrywali mecz, który decydował o awansie, tak samo jak w meczu przegranych decydowało kto odpada z turnieju. W ostatniej, trzeciej turze spotkań grały drużyny posiadające na koncie 1 wygraną jak i 1 przegraną. Zwycięzca tego meczu awansował do play-offów z drugiego miejsca, a przegrany odpadał.
Do fazy pucharowej awansowało łącznie 8 zespołów, gdzie zwycięzca grupy grał z drużyną, która zajęła drugie miejsce. Dodatkowo drużyny z tych samych grup rozlokowano tak, aby mogły ze sobą spotkać się dopiero w finale turnieju. Mecze rozgrywano na zasadach BO3 w systemie pojedynczej eliminacji.

### Pula map
W puli znalazło się 5 map, na których można było rozgrywać mecze. W fazie grupowej drużyny banowały na przemian po 2 mapy, a mecz rozgrywały na ostatniej mapie, która została. W fazie pucharowej drużyny naprzemiennie banowały po 1 mapie, a następnie wybierały po 1, na której chciały grać. Ostatnia mapa w puli była mapą decydującą. Dostępnymi mapami były: 
- Dust II
- Inferno
- Mirage
- Nuke
- Train

## Faza grupowa

### Grupa A
| Poz.             | Drużyna       | W | P | WR | PR | RR  | Pkt. |
| ---------------- | ------------- | - | - | -- | -- | --- | ---- |
| 1                | Fnatic        | 2 | 0 | 32 | 15 | +17 | 6    |
| 2                | LGB eSports   | 2 | 1 | 46 | 31 | +15 | 6    |
| 3                | Clan-Mystik   | 1 | 2 | 24 | 46 | -22 | 3    |
| 4                | Natus Vincere | 0 | 2 | 22 | 32 | -10 | 0    |
| Źródło: hltv.org |               |   |   |    |    |     |      |

| Drużyna     | Wynik | Mapa    | Wynik | Drużyna       |
| ----------- | ----- | ------- | ----- | ------------- |
| Fnatic      | 16    | Mirage  | 9     | Natus Vincere |
| Clan-Mystik | 16    | Dust II | 14    | LGB eSports   |
| LGB eSports | 16    | Mirage  | 13    | Natus Vincere |
| Clan-Mystik | 6     | Inferno | 16    | Fnatic        |
| Clan-Mystik | 2     | Inferno | 16    | LGB eSports   |

### Grupa B
| Poz.             | Drużyna            | W | P | WR | PR | RR  | Pkt. |
| ---------------- | ------------------ | - | - | -- | -- | --- | ---- |
| 1                | Ninjas in Pyjamas  | 2 | 0 | 32 | 17 | +15 | 6    |
| 2                | Recursive eSports  | 2 | 1 | 45 | 37 | +8  | 6    |
| 3                | Universal Soldiers | 1 | 2 | 33 | 41 | -8  | 3    |
| 4                | iBUYPOWER          | 0 | 2 | 17 | 32 | -15 | 0    |
| Źródło: hltv.org |                    |   |   |    |    |     |      |

| Drużyna            | Wynik | Mapa    | Wynik | Drużyna            |
| ------------------ | ----- | ------- | ----- | ------------------ |
| Ninjas in Pyjamas  | 16    | Inferno | 13    | Recursive eSports  |
| iBUYPOWER          | 9     | Dust II | 16    | Universal Soldiers |
| iBUYPOWER          | 8     | Inferno | 16    | Recursive eSports  |
| Ninjas in Pyjamas  | 16    | Inferno | 4     | Universal Soldiers |
| Universal Soldiers | 13    | Inferno | 16    | Recursive eSports  |

### Grupa C
| Poz.             | Drużyna           | W | P | WR | PR | RR  | Pkt. |
| ---------------- | ----------------- | - | - | -- | -- | --- | ---- |
| 1                | compLexity Gaming | 2 | 0 | 32 | 19 | +13 | 6    |
| 2                | VeryGames         | 2 | 1 | 46 | 33 | +13 | 6    |
| 3                | n!faculty         | 1 | 2 | 30 | 37 | -7  | 3    |
| 4                | Xapso             | 0 | 2 | 13 | 32 | -19 | 0    |
| Źródło: hltv.org |                   |   |   |    |    |     |      |

| Drużyna           | Wynik | Mapa    | Wynik | Drużyna           |
| ----------------- | ----- | ------- | ----- | ----------------- |
| VeryGames         | 16    | Inferno | 8     | Xapso             |
| n!faculty         | 5     | Inferno | 16    | compLexity Gaming |
| compLexity Gaming | 16    | Inferno | 14    | VeryGames         |
| n!faculty         | 16    | Train   | 5     | Xapso             |
| n!faculty         | 9     | Dust II | 16    | VeryGames         |

### Grupa D
| Poz.             | Drużyna           | W | P | WR | PR | RR  | Pkt. |
| ---------------- | ----------------- | - | - | -- | -- | --- | ---- |
| 1                | Copenhagen Wolves | 2 | 0 | 32 | 18 | +14 | 6    |
| 2                | Astana Dragons    | 2 | 1 | 39 | 40 | -1  | 6    |
| 3                | Reason Gaming     | 1 | 2 | 40 | 32 | +8  | 3    |
| 4                | SK Gaming         | 0 | 2 | 14 | 32 | -18 | 0    |
| Źródło: hltv.org |                   |   |   |    |    |     |      |

| Drużyna           | Wynik | Mapa    | Wynik | Drużyna           |
| ----------------- | ----- | ------- | ----- | ----------------- |
| Astana Dragons    | 16    | Inferno | 11    | Reason Gaming     |
| Copenhagen Wolves | 16    | Inferno | 11    | SK Gaming         |
| Astana Dragons    | 7     | Nuke    | 16    | Copenhagen Wolves |
| SK Gaming         | 3     | Inferno | 16    | Reason Gaming     |
| Astana Dragons    | 16    | Nuke    | 13    | Reason Gaming     |

## Faza pucharowa

### Drabinka
|  | Ćwierćfinały      | Ćwierćfinały      | Ćwierćfinały      |                   |                   | Półfinały         | Półfinały | Półfinały |  |  | Finał | Finał | Finał |  |
|  |                   |                   |                   |                   |                   |                   |           |           |  |  |       |       |       |  |
|  | Ninjas in Pyjamas | Ninjas in Pyjamas | 2                 |                   |                   |                   |           |           |  |  |       |       |       |  |
|  | Ninjas in Pyjamas | Ninjas in Pyjamas | 2                 |                   |                   |                   |           |           |  |  |       |       |       |  |
|  | LGB eSports       | LGB eSports       | 1                 |                   |                   |                   |           |           |  |  |       |       |       |  |
|  | LGB eSports       | LGB eSports       | 1                 |                   | Ninjas in Pyjamas | Ninjas in Pyjamas | 2         |           |  |  |       |       |       |  |
|  |                   |                   |                   |                   | Ninjas in Pyjamas | Ninjas in Pyjamas | 2         |           |  |  |       |       |       |  |
|  |                   |                   | Very Games        | Very Games        | 1                 |                   |           |           |  |  |       |       |       |  |
|  | Copenhagen Wolves | Copenhagen Wolves | Very Games        | Very Games        | 1                 | 1                 |           |           |  |  |       |       |       |  |
|  | Copenhagen Wolves | Copenhagen Wolves |                   |                   |                   |                   |           |           |  |  |       |       |       |  |
|  | VeryGames         | VeryGames         | 2                 |                   |                   |                   |           |           |  |  |       |       |       |  |
|  | VeryGames         | VeryGames         | 2                 |                   | Ninjas in Pyjamas | Ninjas in Pyjamas | 1         |           |  |  |       |       |       |  |
|  |                   |                   |                   |                   |                   |                   |           |           |  |  |       |       |       |  |
|  |                   |                   | Fnatic            | Fnatic            | 2                 |                   |           |           |  |  |       |       |       |  |
|  | Fnatic            | Fnatic            | Fnatic            | Fnatic            | 2                 | 2                 |           |           |  |  |       |       |       |  |
|  | Fnatic            | Fnatic            |                   |                   |                   |                   |           |           |  |  |       |       |       |  |
|  | Recursive eSports | Recursive eSports | 1                 |                   |                   |                   |           |           |  |  |       |       |       |  |
|  | Recursive eSports | Recursive eSports | 1                 |                   | Fnatic            | Fnatic            | 2         |           |  |  |       |       |       |  |
|  |                   |                   |                   |                   | Fnatic            | Fnatic            | 2         |           |  |  |       |       |       |  |
|  |                   |                   | compLexity Gaming | compLexity Gaming | 0                 |                   |           |           |  |  |       |       |       |  |
|  | compLexity Gaming | compLexity Gaming | compLexity Gaming | compLexity Gaming | 0                 | 2                 |           |           |  |  |       |       |       |  |
|  | compLexity Gaming | compLexity Gaming |                   |                   |                   |                   |           |           |  |  |       |       |       |  |
|  | Astana Dragons    | Astana Dragons    | 1                 |                   |                   |                   |           |           |  |  |       |       |       |  |

Źródło: hltv.org

### Ćwierćfinały
| Drużyna           | Wynik | Mapa    | Wynik | Drużyna           |
| ----------------- | ----- | ------- | ----- | ----------------- |
| Ninjas in Pyjamas | 14    | Dust II | 16    | LGB eSports       |
| Ninjas in Pyjamas | 16    | Train   | 9     | LGB eSports       |
| Ninjas in Pyjamas | 16    | Inferno | 7     | LGB eSports       |
| Copenhagen Wolves | 6     | Dust II | 16    | VeryGames         |
| Copenhagen Wolves | 16    | Inferno | 5     | VeryGames         |
| Copenhagen Wolves | 12    | Mirage  | 16    | VeryGames         |
| Fnatic            | 16    | Inferno | 9     | Recursive eSports |
| Fnatic            | 13    | Dust II | 16    | Recursive eSports |
| Fnatic            | 16    | Train   | 10    | Recursive eSports |
| compLexity Gaming | 9     | Nuke    | 16    | Astana Dragons    |
| compLexity Gaming | 16    | Dust II | 7     | Astana Dragons    |
| compLexity Gaming | 16    | Inferno | 12    | Astana Dragons    |

### Półfinały
| Drużyna           | Wynik | Mapa    | Wynik | Drużyna           |
| ----------------- | ----- | ------- | ----- | ----------------- |
| Ninjas in Pyjamas | 16    | Dust II | 13    | VeryGames         |
| Ninjas in Pyjamas | 6     | Inferno | 16    | VeryGames         |
| Ninjas in Pyjamas | 16    | Nuke    | 5     | VeryGames         |
| Fnatic            | 16    | Inferno | 7     | compLexity Gaming |
| Fnatic            | 16    | Mirage  | 7     | compLexity Gaming |
| Fnatic            | -     | -       | -     | compLexity Gaming |

### Finał
| Drużyna           | Wynik | Mapa    | Wynik | Drużyna |
| ----------------- | ----- | ------- | ----- | ------- |
| Ninjas in Pyjamas | 14    | Dust II | 16    | Fnatic  |
| Ninjas in Pyjamas | 16    | Inferno | 6     | Fnatic  |
| Ninjas in Pyjamas | 2     | Train   | 16    | Fnatic  |

## Ranking końcowy
| Miejsce          | Drużyna            | Nagroda  | Skład                                       | Trener |
| ---------------- | ------------------ | -------- | ------------------------------------------- | ------ |
| 1.               | Fnatic             | $100,000 | Devilwalk, flusha, JW, pronax, schneider    | cArn   |
| 2.               | Ninjas in Pyjamas  | $50,000  | f0rest, Fifflaren, friberg, GeT RiGhT, Xizt |        |
| 3.–4.            | compLexity Gaming  | $22,000  | Hiko, n0thing, Semphis, sgares, swag        |        |
| 3.–4.            | VeryGames          | $22,000  | Ex6TenZ, NBK, ScreaM, shox, SmithZz         |        |
| 5.–8.            | LBG eSports        | $10,000  | dennis, eksem, KRiMZ, olofmeister, SKYTTEN  |        |
| 5.–8.            | Astana Dragons     | $10,000  | AdreN, ANGE1, Dosia, kUcheR, markeloff      |        |
| 5.–8.            | Recursive eSports  | $10,000  | GMX, Happy, kennyS, Maniac, Uzzziii         |        |
| 5.–8.            | Copenhagen Wolves  | $10,000  | dev1ce, dupreeh, FeTiSh, Nico, Xyp9x        | 3k2    |
| 9.–12.           | Clan-Mystik        | $2,000   | apEX, HaRts, ioRek, kioShiMa, KQLY          |        |
| 9.–12.           | n!faculty          | $2,000   | cajunb, gla1ve, karrigan, Pimp, raalz       |        |
| 9.–12.           | Reason Gaming      | $2,000   | coloN, EXR, LOMME, MSL, smF                 |        |
| 9.–12.           | Universal Soldiers | $2,000   | byali, NEO, pashaBiceps, Snax, TaZ          |        |
| 13.–16.          | iBUYPOWER          | $2,000   | adreN, anger, AZK, DaZeD, Skadoodle         |        |
| 13.–16.          | Natus Vincere      | $2,000   | ceh9, kibaken, seized, starix, Zeus         |        |
| 13.–16.          | SK Gaming          | $2,000   | Delpan, MODDII, pita, twist, xelos          |        |
| 13.–16.          | Xapso              | $2,000   | aizy, cadiaN, centeks, robiin, ultra        |        |
| Źródło: hltv.org |                    |          |                                             |        |